# Фруктовая
Фрукто́вая — посёлок в городском округе Луховицы Московской области России. До 2017 года — административный центр сельского поселения Фруктовское.
Расположен в центральной части округа, на берегу реки Оки. В посёлке находится железнодорожная станция Фруктовая Рязанского направления Московской железной дороги. Есть автобусное сообщение с Луховицами, Белоомутом, Коломной.
В посёлке действует церковь Преображения Господня — каменный четырёхстолпный храм в русском стиле, с колокольней.
Посёлок возник при железнодорожной станции Горки, основанной в 1864 году и названной по расположению на высоком берегу Оки. В 1933 году станция и посёлок были переименованы во Фруктовая.
В январе 1931 года Мособлисполкомом было принято постановление о слиянии Белоомутского и Луховицкого районов. Объединенный район с центром ст. Горки был назван Горкинским. В сентябре 1931 года районный центр был перенесен на ст. Луховицы.
На территории ныне церкви Спаса Преображения Господня находилась усадьба Саввы Мамонтова, в советское время здания усадьбы использовалось в качестве туберкулёзного диспансера. В настоящее время здания разрушены.

## Население
| 2002 | 2006  | 2010  |
| ---- | ----- | ----- |
| 1870 | →1870 | ↘1763 |